# Mohamed Bahari
Mohamed Bahari (en árabe:محمد بهاري) (Sidi Bel Abbès, Argelia, 29 de junio de 1976) es un deportista olímpico argelino que compitió en boxeo, en la categoría de peso medio y que consiguió la medalla de bronce en los Juegos Olímpicos de Atlanta 1996.

## Palmarés internacional
| Juegos Olímpicos | Juegos Olímpicos         | Juegos Olímpicos  | Juegos Olímpicos |
| Año              | Lugar                    | Medalla           | Prueba           |
| ---------------- | ------------------------ | ----------------- | ---------------- |
| 1996             | Atlanta (Estados Unidos) | Medalla de bronce | Peso medio       |